# Febra Văii Marelui Rift
Febra văii marelui rift (RVF) este o boală virală care poate cauza simptome minore sau severe. Simptomele minore pot include: febră, dureri musculare, și dureri de cap care durează de obicei o săptămână. Simptomele severe pot includ: pierderea abilității de a vedea începând cu trei săptămâni după infecție, infecție a creierului cauzează dureri de cap severe și confuzie, și sângerarea împreună cu probleme de ficat care se pot întâmpla în primele câteva zile. Cei ce sângerează au 50% șanse de deces.
Boala este cauzată de virusul RVF care este de tipul Phlebovirus. Se răspândește fie prin atingerea sângelui animalelor infectate care sunt, respirarea în jurul unui animal infectat care este tăiat, consumul de lapte neprocesat de la un animal infectat, sau prin înțepătura unui țânțar infectat. Animalele cum ar fi vacile, oile, caprele și cămilele pot fi afectate. În aceste animale se răspândește cel mai des de țânțari. Se pare că o persoană nu poate infecta altă persoană. Diagnosticare se face prin căutarea de anticorpi împotriva virusului sau căutarea virusului în sine în sânge.
Prevenirea bolii în oameni se face prin vaccinarea animalelor împotriva bolii. Acest lucru trebuie făcut înainte de o epidemie deoarece dacă se face în timpul unei epidemii poate duce la o înrăutățire a situației. Se poate dovedi folositor și oprirea mișcării animalelor pe timpul epidemiei. Precum și scăderea numerelor de țânțari și evitarea înțepăturilor. Există un vaccin pentru oameni, totuși, din 2010 nu mai este disponibil în mare. După infecți nu există nici un tratament specific.
Epidemiile acestei boli s-au întâmplat doar în Africa și Arabia. Epidemiile au loc de obicei în timpul perioadelor ploioase, lucru care duce la mărirea numărului de țânțari. Boala a fost prima dată raportată la animalele din ferme situate în Valea Marelui Rift din Kenya (de unde și numele acestei boli), la începutul anilor 1900, iar virusul a fost izolat pentru prima oară în 1931.